# Crkva sv. Stjepana Prvomučenika u Štefanju
Crkva sv. Stjepana Prvomučenika u Štefanju župna je rimokatolička crkva u Štefanju u Bjelovarsko-bilogorskoj županiji.
Crkva je ograđena cinktorom te se ističe svojom arhitektonskom slojevitošću s obzirom na gotičko porijeklo (spomenuta je 1334.). Imala je dvije velike barokne pregradnje (sredina 17. stoljeća, 1786.) i obnovu 1863. Jednobrodna je građevina s dvije pravokutne kapele, tlocrtno u obliku križa. Sjeverno od svetišta smještena je sakristija, a pred zapadnim pročeljem je zvonik. Barokni inventar crkve djelomično je sačuvan.
Propovjedaonica datira iz 1786. godine, o čemu svjedoči zapis u spomenici župe. Smještena je s lijeve strane svetišta, uz bočni oltar sv. Barbare. Kao autor navodi se varaždinski slikar Ludovicus Sgaviz, koji je ujedno naslikao i oltarnu palu sv. Stjepana na istoimenom oltaru smještenom u desnoj bočnoj kapelici crkve, a najvjerojatnije i oslikao bočne oltare sv. Stjepana kralja i Muke Kristove.
Osim blagdana sv. Stjepana Prvomučenika 26. prosinca, slavi se i sv. Stjepan mađarski kralj 20. kolovoza. U crkvi se nalazi i njegov kip.

## Zaštita
Pod oznakom Z-1910 vodi se kao nepokretno kulturno dobro - pojedinačno, pravnog statusa zaštićena kulturnog dobra, klasificirano kao "sakralna graditeljska baština". 